# (541084) 2018 QG6
(541084) 2018 QG6 es un asteroide perteneciente al cinturón de asteroides descubierto el 3 de diciembre de 2008 por el equipo del Spacewatch desde el Observatorio Nacional de Kitt Peak, Arizona, Estados Unidos.

## Designación y nombre
Designado provisionalmente como 2018 QG6.

## Características orbitales
2018 QG6 está situado a una distancia media del Sol de 2,283 ua, pudiendo alejarse hasta 2,648 ua y acercarse hasta 1,918 ua. Su excentricidad es 0,159 y la inclinación orbital 5,796 grados. Emplea 1260,54 días en completar una órbita alrededor del Sol.

## Características físicas
La magnitud absoluta de 2018 QG6 es 18. 